# Il raggio verde (romanzo)
Il raggio verde (Le Rayon vert) è un romanzo di Jules Verne del 1882.

## Trama
Una ragazza decide di rinviare le sue nozze con il buffo e saccentissimo Aristobulus Ursiclos finché non avrà visto il raggio verde che il sole lancia prima di tramontare in mare. 
Dopo alcune vicissitudini, finirà per sposare un pittore di tramonti.
La storia è ambientata in Scozia. 

## Personaggi
- Miss Helena Campbell, giovane e maritabile protagonista
- Élisabeth, nota anche come Dame Bess
- Maître Mac-Fyne
- Samuel Melvill, noto anche come Sam Melvill
- Sébastian Melvill, noto anche come Sib Melvill
- Patrick Oldimer
- Capitano John Olduck
- Partridge
- Olivier Sinclair, giovane e aitante pittore
- Aristobulus Ursiclos, tuttologo, fidanzato ufficiale di Helena e soprattutto grande rompiscatole